# Baixo Alentejo

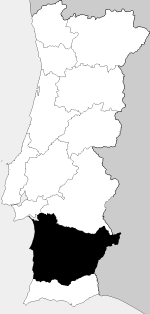
Baixo Alentejo történelmi tartomány Portugáliában

Baixo Alentejo egyike Portugália tíz történelmi tartományának (portugálul antiga província vagy região natural) az ország déli részében, Algarve tartománytól északra.

## Felosztása
A tartomány két kerületre (portugálul distrito) oszlik, ezek pedig összesen 18 önkormányzatra (concelho):
- Beja kerület: Aljustrel, Almodôvar, Alvito, Barrancos, Beja, Castro Verde, Cuba, Ferreira do Alentejo, Mértola, Moura, Odemira, Ourique, Serpa, Vidigueira.

- Setúbal kerület: Alcácer do Sal, Grândola, Santiago do Cacém, Sines.